# Norman O. Brown
Norman Oliver Brown (El Oro, 25 settembre 1913 – Santa Cruz, 2 ottobre 2002) è stato un letterato statunitense.

## Biografia
Il padre era un ingegnere minerario anglo-irlandese, la madre era di origini alsaziane e cubane. Studiò presso il Clifton College, poi al Balliol College (dove ebbe come tutor Isaiah Berlin) e infine all'università del Wisconsin-Madison. Nel 1938 sposò Elizabeth Potter.
Durante la seconda guerra mondiale lavorò per l'Office of Strategic Services, come specialista in cultura francese. Lavorò a contatto con Carl Schorske, Herbert Marcuse e Franz Leopold Neumann. Suoi storici amici furono anche Christopher Hill, Hayden White e Stuart Hampshire. Alla Wesleyan University, dove Brown ottenne un posto come insegnante, conobbe John Cage. Nello stesso periodo anche Schorske ottenne una cattedra alla Wesleyan.

## Opere
Il suo commento alla Teogonia di Esiodo e la sua prima monografia Hermes il ladro: l'evoluzione di un mito dimostrarono subito una tendenza marxista. Brown appoggiò Henry A. Wallace alle elezioni presidenziali del 1948. Dopo il fallimento delle elezioni cominciò a studiare le opere di Sigmund Freud, lavoro che culminò nel 1959 con il suo La vita contro la morte: il significato psicoanalitico della storia. Quest'opera accrebbe la sua popolarità dopo che Norman Podhoretz la consigliò al critico Lionel Trilling.
Con Corpo d'amore, pubblicato nel 1966, esaminò il ruolo dell'amore erotico nella storia umana, descrivendo una lotta tra erotismo e civiltà. La critica del libro è opera di Herbert Marcuse, ed è comparsa sul giornale Commentary nel 1967 in un articolo del febbraio 1967. La risposta dell'autore venne pubblicata sullo stesso giornale nel marzo successivo.
Apocalisse e/o metamorfosi, del 1991, è un'antologia in cui Brown ha raccolto molti dei suoi scritti, tra cui Dioniso nel 1990, una critica post-marxista dell'economia politica, creata sfruttando il materiale di Georges Bataille, un compagno di viaggio lungo il percorso dionisiaco.
Ne La sfida dell'Islam, una raccolta di conferenze risalente al 1981, ma pubblicata solo nel 2009, Brown sostiene che l'Islam ci sfida a rendere la vita un'opera d'arte. Basandosi su di un'opera di Henri Corbin, egli sostiene che Maometto è il ponte tra Cristo, Dante e Blake.

## Vita personale
Nel 1970, Brown fu intervistato da Warren Bennis e Sam Keen per Psychology Today. Bennis gli chiese se aveva espresso la visione di perversa polimorfia nei suoi libri. Rispose: 